# 家庭醫生 (雜誌)
《家庭醫生》是由中國中山大学主办和家庭醫生编辑部出版的醫療保健雙周刊，創刊于1983年。
2003年，曾有报道《家庭医生》杂志出售20年经营权给凯思投资公司。但後來有澄稱上述报道失实，《家庭医生》并没有被卖掉，而只是转制经营。
《家庭医生》为双月刊，分上半月版和下半月版。另外，杂志社还出版一本名为《心灵世界》的杂志。